# Ronald Vink
Ronald Vink (* 21. April 1976 in West-Graftdijk) ist ein niederländischer Rollstuhltennisspieler.

## Karriere
Ronald Vink begann seine Karriere im Jahr 2000 und ist sowohl im Einzel als auch im Doppel aktiv. Seine höchsten Platzierungen in der Weltrangliste waren Rang vier im Einzel am 6. September 2010 sowie Rang zwei im Doppel am 4. Juli 2011. Seine besten Grand-Slam-Resultate im Einzel waren die Halbfinalteilnahmen bei den US Open 2006 und den French Open 2008. Im Doppel gelangen ihm dagegen mehrere Titelgewinne. In den Jahren 2007, 2008 und 2011 gewann er in Wimbledon, 2010 bei den US Open und 2012 war er bei den Australian Open siegreich. Die Doppelkonkurrenz des Wheelchair Tennis Masters gewann er 2006, 2009 und 2010.
Bei den Paralympischen Spielen nahm Ronald Vink bislang zweimal teil. 2008 erreichte er in Peking im Einzel und im Doppel jeweils den vierten Platz. 2012 in London wurde er im Doppel abermals Vierter, wohingegen er im Einzel sein Spiel um Bronze gegen Maikel Scheffers gewann.